# Stenium
| Prekambrium                  | Prekambrium          | Prekambrium   | Prekambrium       |
| Eon                          | Era                  | Period        | Miljoner år sedan |
| ---------------------------- | -------------------- | ------------- | ----------------- |
| Fanero- zoikum               | Paleozoikum          | Kambrium      | senare            |
| Protero- zoikum              | Neo- proterozoikum   | Ediacara      | 635–541           |
| Protero- zoikum              | Neo- proterozoikum   | Kryogenium    | 720–635           |
| Protero- zoikum              | Neo- proterozoikum   | Tonium        | 1000–720          |
| Protero- zoikum              | Meso- proterozoikum  | Stenium       | 1200–1000         |
| Protero- zoikum              | Meso- proterozoikum  | Ectasium      | 1400–1200         |
| Protero- zoikum              | Meso- proterozoikum  | Kalymmium     | 1600–1400         |
| Protero- zoikum              | Paleo- proterozoikum | Staterium     | 1800–1600         |
| Protero- zoikum              | Paleo- proterozoikum | Orosirium     | 2050–1800         |
| Protero- zoikum              | Paleo- proterozoikum | Ryacium       | 2300–2050         |
| Protero- zoikum              | Paleo- proterozoikum | Siderium      | 2500–2300         |
| Arkeikum                     | Neoarkeikum          |               | 2800–2500         |
| Arkeikum                     | Mesoarkeikum         |               | 3200–2800         |
| Arkeikum                     | Paleoarkeikum        |               | 3600–3200         |
| Arkeikum                     | Eoarkeikum           |               | 4000–3600         |
| Hadeikum                     |                      |               | 4600–4000         |
| Jorden bildas                | Jorden bildas        | Jorden bildas | tidigare          |
| Se även Geologisk tidsskala. |                      |               |                   |

Stenium är en geologisk period som varade för 1200-1000 miljoner år sedan och är den sista perioden i Mesoproterozoikum. Perioden började för 1200 miljoner år sedan och slutade för 1000 miljoner år sedan, när Tonium började. Stenium varade således i ca 200 miljoner år. 
Stenium skiljer sig från flera andra geologiska perioder i och med att den inte baseras på stratigrafi, utan på kronografi. Geologiska perioder som baseras på stratigrafi dateras främst utefter olika bergsskikt och i vilken ordning dessa förekommer. Information om den geologiska periodens ålder och tidsspann hämtas från olika berglagers tjocklek och placering i jordskorpan, där de lager som ligger underst också är de äldsta. 
Eftersom Stenium har ytterst få stratigrafiska skikt, använder man sig snarare av kronografi, en mer noggrann metod att mäta geologisk tid. Det vanligaste tillvägagångssättet är att mäta radioaktivitet och sönderfallet av C14 i organiskt material inuti stenar och berg.
Superkontinenten Rodinia bildades under den här perioden, för att sedan börja splittras upp i flera mindre kontinenter under Tonium. Rodinia omgavs troligtvis av superoceanen Mirovia. Flera olika bergskedjebildningar ägde rum, bl.a. Nimrods bergskedja i Antarktis och Grenvilles bergskedja som skulle komma att forma dagens Nordamerika. Grenvilles bergskedjebildning, som pågick under 270 miljoner år hade även en avgörande roll i formandet av Rodinia.
Under Rodninas bildande ökade syrehalten i atmosfären från 1 % totalt, till över 2-4 %. Det fanns fortfarande inget ozonlager.
Jorden snurrade också fortare än idag och ett dygn utgjordes av ca 20-21 timmar. Året hade därmed fler dygn: uppskattningsvis 450 stycken. 

## Biologisk utveckling
Möjligtvis skulle olika sorters tåliga mikrober kunnat kolonisera land innan eller under Stenium. Det finns dock inga bevis för att liv på land skulle ha existerat. Stromatoliternas diversitet var som allra störst under Stenium. Man har även påträffat fossil efter Bangiomorpha pubescens, en rödalg som är den äldsta kända organism som förökade sig sexuellt.
Under slutet av Stenium gav lösa flagellater från mikroskopiska djur och svampar upphov till vad som skulle komma att bli dagens slemsvampar.

### Fotnoter
1. ↑  ”Absolute dating” (på engelska). Science Learning Hub. https://www.sciencelearn.org.nz/resources/1486-absolute-dating. Läst 25 juni 2020.
2. 1 2 3 4 5  ”Plant Evolution & Paleobotany - Stenian”. sites.google.com. https://sites.google.com/site/paleoplant/geologic/proterozoic/mesoproterozoic/stenian. Läst 25 juni 2020.
3. ↑  ”Stenian”. www.mindat.org. https://www.mindat.org/geotime.php?t=156. Läst 25 juni 2020.
4. ↑  ”Grenville orogeny”. www.mindat.org. https://www.mindat.org/geoevent.php?id=1. Läst 25 juni 2020.